# Louisbourg

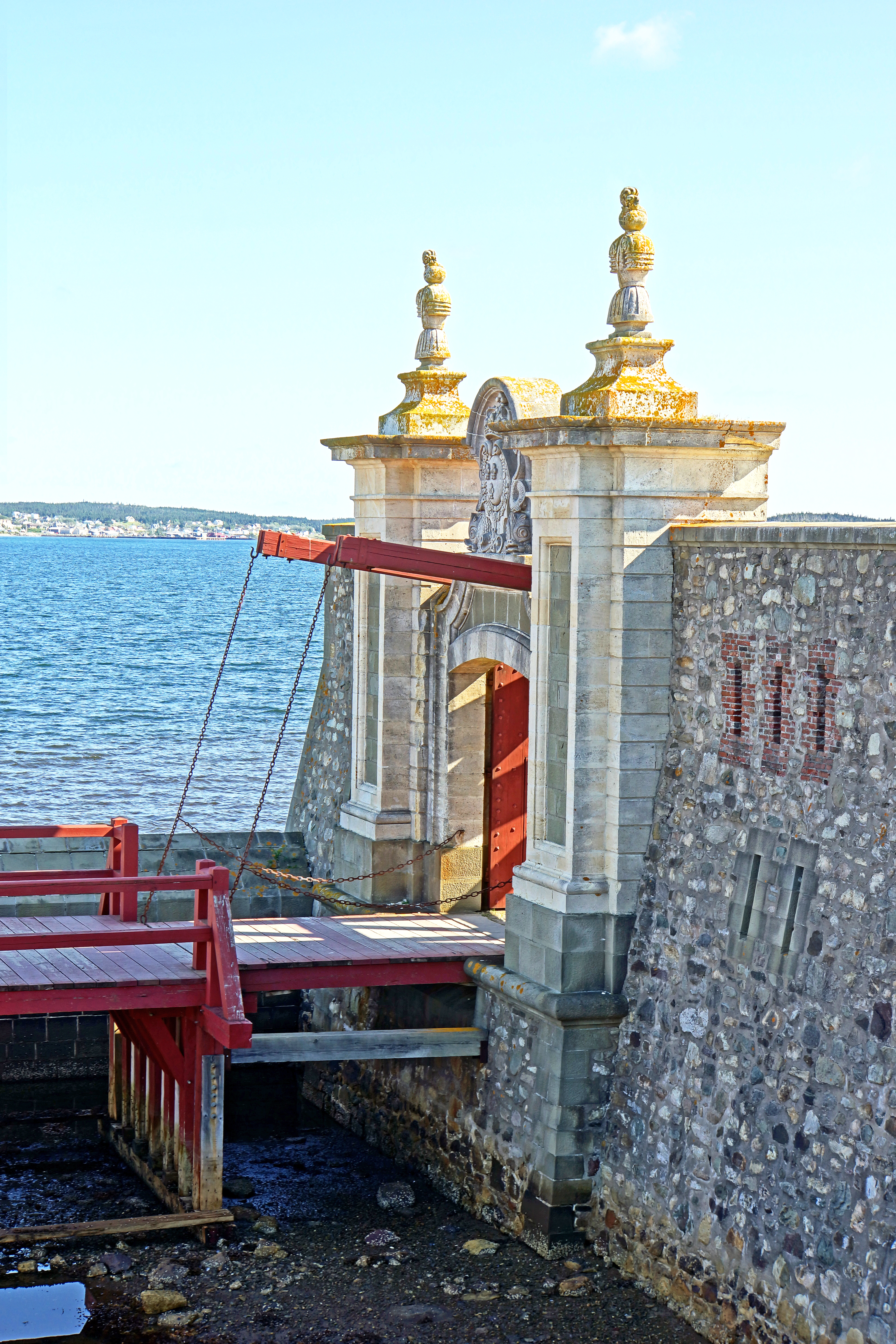
Dauphin poort, de belangrijkste van de drie landpoorten van Louisbourg

De vestingstad Louisbourg (Frans: Forteresse de Louisbourg, Engels: Fortress of Louisbourg) was een 18e-eeuwse vesting in de toenmalige kolonie Ile-Royale, binnen het groter geheel van Nieuw-Frankrijk. Louisbourg bevindt zich in de huidige provincie Nova Scotia in Canada. De vestingstad, die voor een deel is gereconstrueerd, ligt aan de oostkust van Cape Bretoneiland, en is een Canadees nationaal historisch monument.

## Geschiedenis
De Vrede van Utrecht in 1713 gaf Groot-Brittannië het beheer over een deel van Acadië en Newfoundland, terwijl Frankrijk zijn kolonies Île Royale (nu Cape Bretoneiland), Île St-Jean (nu Prince Edward Island), en het huidige Québec behield. Île Royale was het enige deel van het Franse gebied dat direct aan de kust lag van de Atlantische Oceaan, die toen van Newfoundland tot Florida gedomineerd werd door Groot-Brittannië. Île Royale lag in de nabijheid van strategische visgronden, en was ook belangrijk voor het beschermen van de toegang van de Saint Lawrencebaai, die van strategisch belang was voor Nieuw-Frankrijk.
In 1713 begonnen de Fransen een marinehaven aan te leggen aan een ijsvrije baai in het zuidoosten van Île Royale. Ze gebruikten deze haven als winterhaven voor de Franse vloot, en noemden de haven Havre Louisbourg, naar de toenmalige Franse Koning  Lodewijk XIV.

### De vestingstad Louisbourg
De Fransen bouwden een door vestingwerken beschermde nederzetting aan de zuidwestelijke oever van Havre Louisbourg. Ze noemden deze vesting Louisbourg. De activiteiten rond het bouwen van de vesting, de groeiende visserij op de nabijgelegen visgronden, en immigratie vanuit het nu door de Britten bestuurde Acadië, maakten dat de plaats Louisbourg snel groeide. Sinds 1718 was het de hoofdstad van Île Royale.
De grote financiële investeringen in het bouwen van de vesting leidden ook tot de opmerking van Lodewijk XV tot zijn ministers dat met al het geld dat aan Louisbourg werd besteed, hij verwachtte dat hij de vesting spoedig zou kunnen zien uitsteken boven de westelijke horizon vanuit zijn paleis in Versailles. De vesting was klaar kort voordat de Britten hun eerste beleg van Louisbourg uitvoerden in 1745.
Terwijl de vesting werd afgebouwd en de economie van Louisbourg groeide, werd de stad een belangrijke schakel in de handel tussen Frankrijk, Nieuw Frankrijk en de Franse koloniën in het Caraïbisch gebied.

### Het eerste Britse beleg (1745)
Groot-Brittannië en Frankrijk raakten met elkaar in oorlog in Europa, toen in 1740 de Oostenrijkse Successieoorlog uitbrak.
Britse kolonisten in New England zagen dit als hun kans om iets te doen aan de groeiende bedreiging van hun visserijvloten in het noorden van de Atlantische Oceaan door Louisbourg. De animositeit tegen de Fransen in New England groeide nog meer, toen een kleine Franse legermacht in de zomer van 1744 de Britse vissershaven Canso in het huidige Nova Scotia aanviel.
De gouverneurs van de toenmalige kolonies Massachusetts en New Hampshire riepen vrijwilligers op om Louisbourg aan te vallen, en vormden een vloot van 90 schepen en 4200 man. Deze vloot, aangevuld met een klein aantal Britse oorlogsschepen legde in april 1745 een beleg rond Louisbourg. Een deel van de kolonisten was aan land gegaan, en nam posities in aan de landzijde van de vestingstad.
Hoewel de Franse regering ruim van tevoren wist dat de vloot van Nieuw Engeland er aankwam, werd besloten dat het niet nodig was om versterkingen te sturen. Het beleg duurde zes weken. Hoewel de naar de zee gerichte verdedigingswerken voor die tijd als superieur werden beschouwd, liet de verdediging aan de landkant van Louisbourg te wensen over. Een aantal lage heuvels gaven de Britten de gelegenheid de vestingstad met kanonnen te bestoken. Op 16 juni 1745 capituleerden de Fransen en werd de stad door de Britse kolonisten overgenomen.

### Teruggave van Louisbourg aan Frankrijk
De Britse kolonisten in New England werden hevig teleurgesteld, toen bij de Vrede van Aken aan het einde van de Oostenrijkse Successieoorlog werd overeengekomen dat de vesting Louisbourg aan Frankrijk zou worden teruggegeven.
Als tegenwicht begonnen de Britten met de bouw van hun eigen vestingstad in de regio, die de naam Halifax kreeg. Halifax werd de belangrijkste marinehaven en militaire basis van de Britten in Noord-Amerika.

### Het tweede Britse beleg (1758)
Na het uitbreken van de Franse en Indiaanse oorlog in 1754 realiseerden de Britten zich dat om de Saint Lawrencerivier op te kunnen gaan om Québec en Montréal te veroveren, ze eerst Louisbourg onschadelijk moesten maken. In mei 1758 vertrok een grote vloot uit Halifax onder het bevel van Jeffrey Amherst om Louisbourg aan te vallen. Deze vloot bestond uit 150 transportschepen en 40 oorlogsschepen, bemand met 14.000 militairen.
De Franse commandant van Louisbourg, Chevalier de Dracour, gouverneur van Île Royale, had ongeveer 3500 soldaten tot zijn beschikking, aangevuld met 3500 bemanningsleden van Franse oorlogsschepen die in de haven van Louisbourg lagen.
Op 8 juni 1758 begonnen de Britten het beleg. In de daaropvolgende dagen installeerden zij batterijen van kanonnen en mortieren, waarna een beschieting begon van de muren en gebouwen van de belegerde stad en de oorlogsschepen in de haven. Nadat de Britten de laatste Franse oorlogsschepen onschadelijk hadden gemaakt, capituleerde de Franse commandant op 26 juli 1758 en nam het Britse leger de stad in beslag.
Om te voorkomen dat bij een mogelijk toekomstig vredesverdrag de vesting weer aan Frankrijk zou worden teruggegeven, zorgden de Britten deze keer ervoor dat Louisbourg systematisch met de grond gelijkgemaakt werd.

## Het huidige Louisbourg
In 1961 begon de Canadese regering met een historische reconstructie van een kwart van de oude vestingstad, met als doel Louisbourg terug te brengen in de staat waarin het was in 1740. Het project vereiste een interdisciplinaire inzet van archeologen, historici, ingenieurs en architecten. Bij de reconstructie werden werkloze mijnwerkers uit het industriegebied rond Sydney in het noorden van Cape Bretoneiland ingezet, waarvan velen oude Franse bouwtechnieken uit de 18e eeuw leerden. Waar mogelijk, werden de originele stenen gebruikt voor de reconstructie.
De Canadese regering heeft de hele locatie van de vestingstad, inclusief het gerestaureerde deel, tot nationaal historisch monument verklaard. Bezoekers kunnen een rondleiding volgen, of zelfstandig Louisbourg verkennen. In de straten en in de gereconstrueerde gebouwen vindt men tweetalige gidsen in historische kostuums, die uitleggen hoe het leven was in het Louisbourg van 1740.